# Джемини 2
„Джемини 2“ (на английски: Gemini 2) е вторият безпилотен полет по суборбитална траектория от програмата „Джемини“. Основната задача е изпробване на топлинния щит на космическия кораб. След полета и претърпян ремонт това е първият апарат, направил втори суборбитален космически полет (OPS 0855).

## Полети

### Програма „Джемини“
Стартът е отлаган няколко пъти, два пъти през август и септември заради урагани.
Първоначално е планирано корабът да бъде изстрелян на 26 август 1964 г., но стартът е насрочен за 9 декември 1964 г. По време на изстрелването на 9 декември системите за обслужване на ракетата-носител откриват технически проблеми заради по-ниско хидравлично налягане в двигателя, и една секунда след запалването му е последвала команда за неговото изключване. Стартът отново е отложен за януари 1965 г.
Стартът се осъществява на 19 януари 1965 г., в 9:04 часа местно време. Продължителността на полета е 18 минути. Той е суборбитален космически полет. Програмата на полета е изпълнена напълно. В хода на полета успешно са тествани бордовите системи на кораба.
Кацане – на 19 януари 1965 г., в 9:22. Корабът се приводнява в Атлантическия океан, на 62,9 км от разчетната точка.

### Програма MOL
Това е първият и единствен безпилотен суборбитален космически полет по програмата и е осъществен на 3 ноември 1966 г. в 13:50:42 UTC. Ракетата-носител Титан IIIC и космическия кораб „Джемини 2“ извършват 33-минутен полет. За капсулата Джемини 2 това е втори изпитателен полет след първия на 19 януари 1965 г. Изстрелването е осъществено от космодрума на НАСА Джон Ф. Кенеди в Кейп Канаверъл, Флорида.